# Alberto Salomoni
Alberto Salomoni (* 14. April 1966 in Carpi) ist ein italienischer Volleyball-Trainer.

## Karriere
Salomoni kam 1998 wegen seiner Partnerin aus Italien nach Deutschland. Dort arbeitete er zehn Jahre lang als Co-Trainer und Scout der Frauen-Nationalmannschaft. Parallel zu seinen Engagements in diversen Vereinen war er bis 2008 für den DVV tätig. Bis 2005 betreute er außerdem den männlichen Nachwuchs im Volleyball-Internat Frankfurt. Anschließend wurde er vom USC Braunschweig verpflichtet, der gerade den Klassenerhalt in der Frauen-Bundesliga geschafft hatte. Ein Jahr später wechselte der Italiener innerhalb der Liga zu Bayer Leverkusen. Weil die Zukunft des Vereins unsicher war, zog Salomoni nach einer Saison weiter zum Köpenicker SC. 2008 nutzte er eine Ausstiegsklausel für ein Engagement in seinem Heimatland und übernahm das Training in der B1-Liga bei Famila Chieri. In der folgenden Saison betreute er in der gleichen Liga den Verein seiner Heimatstadt Casale Monferrato, bevor er 2010/11 seine nächste Aufgabe bei Leonardo Pallavolo Florenz fand. 2011 kehrte er zurück nach Deutschland zum SC Potsdam, wo er bis 2016 tätig war. Seit der Saison 2016/17 war Salomoni Trainer der Frauen-Mannschaft von MTK Budapest. Seit dem 1. März 2017 war er auch Nationaltrainer der ungarischen Volleyball-Frauen-Nationalmannschaft.
2018 kehrte Salomoni nach Italien zurück, um eine verantwortliche Arbeit im Nachwuchstraining anzutreten.